# Liste der höchsten Gebäude in Südamerika
Diese tabellarische Aufstellung listet alle Wolkenkratzer Südamerikas über 200 Meter auf, die bereits erbaut wurden oder sich in Bau befinden. (Angaben Januar 2019)
| Nr. | Name                                | Stadt              | Land        | Höhe    | Etagen | Baujahr | Status       |
| --- | ----------------------------------- | ------------------ | ----------- | ------- | ------ | ------- | ------------ |
| 1   | Gran Torre Santiago                 | Santiago de Chile  | Chile       | 300 m   | 62     | 2014    | gebaut       |
|     | One Tower                           | Balneário Camboriú | Brasilien   | 280 m   | 70     | 2022    | in Bau       |
|     | Yachthouse Residence Club (torre 1) | Balneário Camboriú | Brasilien   | 271,4 m | 81     | 2019    | in Bau       |
|     | Yachthouse Residence Club (torre 2) | Balneário Camboriú | Brasilien   | 271,4 m | 81     | 2019    | in Bau       |
|     | Torres Atrio (Torre Sur)            | Bogotá             | Kolumbien   | 268 m   | 59     | 2022    | in Bau       |
| 2   | BD Bacatá (Torre 1)                 | Bogotá             | Kolumbien   | 260 m   | 67     | 2018    | gebaut       |
|     | Isla Multiespacio                   | Valencia           | Venezuela   | 243,8 m | 55     | 2019    | Bau gestoppt |
| 3   | Alvear Tower                        | Buenos Aires       | Argentinien | 236 m   | 54     | 2018    | gebaut       |
|     | Infinity Coast Tower                | Balneário Camboriú | Brasilien   | 234,8 m | 66     | 2019    | in Bau       |
| 4   | Parque Central Complex I            | Caracas            | Venezuela   | 225 m   | 56     | 1979    | gebaut       |
| 4   | Parque Central Complex II           | Caracas            | Venezuela   | 225 m   | 56     | 1983    | gebaut       |
| 6   | BD Bacatá (Torre 2)                 | Bogotá             | Kolumbien   | 216 m   | 56     | 2018    | gebaut       |
|     | Epic Tower                          | Balneário Camboriú | Brasilien   | 209 m   | 55     | 2019    | in Bau       |
|     | Vita Residence                      | Balneário Camboriú | Brasilien   | 208,5 m | 62     |         | in Bau       |
|     | Torre de la Escollera               | Cartagena          | Kolumbien   | 206 m   | 58     | 2006    | abgerissen   |
| 8   | Hotel Estelar Bocagrande            | Cartagena          | Kolumbien   | 202 m   | 52     | 2017    | gebaut       |
|     | Torres Atrio (Torre Norte)          | Bogotá             | Kolumbien   | 201,6 m | 44     | 2022    | in Bau       |